# Greias

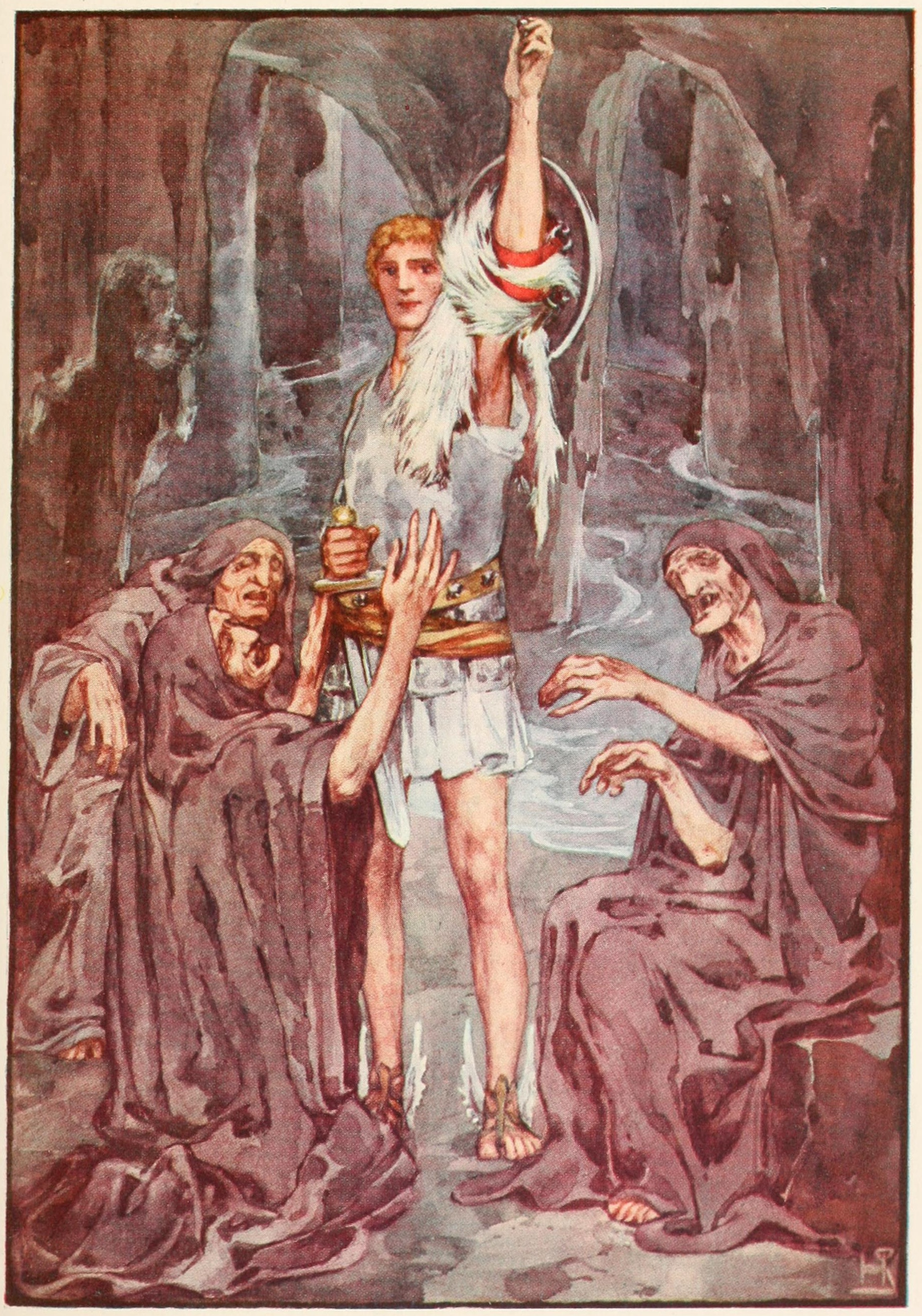
Perseu e as Greias
Ilustração de Helen Stratton

Greias (em grego Γραῖαι, as "anciãs", as "cinzentas") são personagens da mitologia greco-romana. Eram três irmãs que desde o nascimento tinham cabelos grisalhos.  Eram as irmãs Dino (Δεινώ, "temor"), Ênio (Ἐνυώ, "horror") e Pênfredo (Πεμφρηδώ, "alarme"), filhas de Fórcis e Ceto e irmãs das Górgonas, com as quais eram frequentemente confundidas.  Todas as três, em conjunto, possuíam um só dente e um só olho, dos quais se serviam alternadamente. 

## História

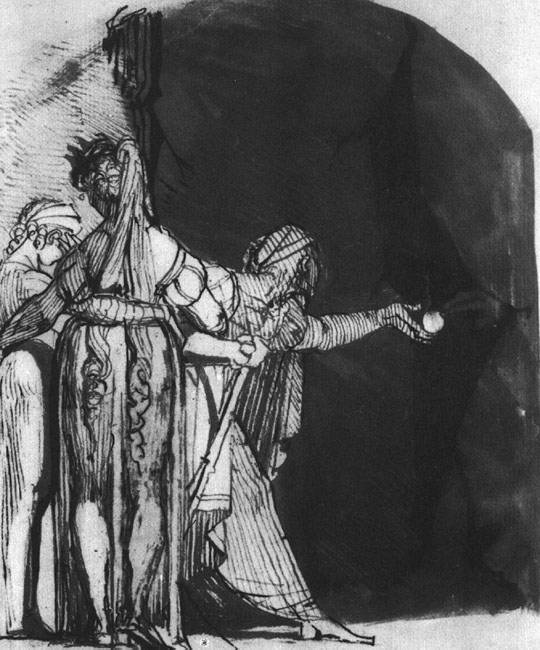
Perseu devolve o olho das Gréias
Por Henry Fuseli

Encarregadas de guardar o caminho que conduzia à morada das górgonas, foram enganadas por Perseu, quando este se predispôs a matar a Medusa. O herói conseguiu apoderar-se de seu único olho, de modo que as três mergulharam no sono ao mesmo tempo e ele pôde realizar sua façanha sem perigo. 
Segundo outra versão, Perseu tomara-lhes o olho e o dente e recusou-se a devolvê-los se as velhas mulheres não o encaminhassem às ninfas que lhe forneceriam os meios para vencer a Medusa: sandálias aladas, uma espécie de sacola e o capacete de Hades.

## Literatura moderna
Na série Percy Jackson e os Olimpianos, de Rick Riordan, as irmãs são apresentadas como motoristas de táxi em Nova Iorque.
Na série House Of Night, estas são três amigas que pertencem ao grupo "Filhas das Trevas".
Elas também aparecem em Clash of the Titans (2010).